# Prioniturus discurus
El lorito-momoto coroniazul (Prioniturus discurus) es una especie de ave psitaciforme de la familia Psittaculidae endémica Filipinas. 

## Descripción

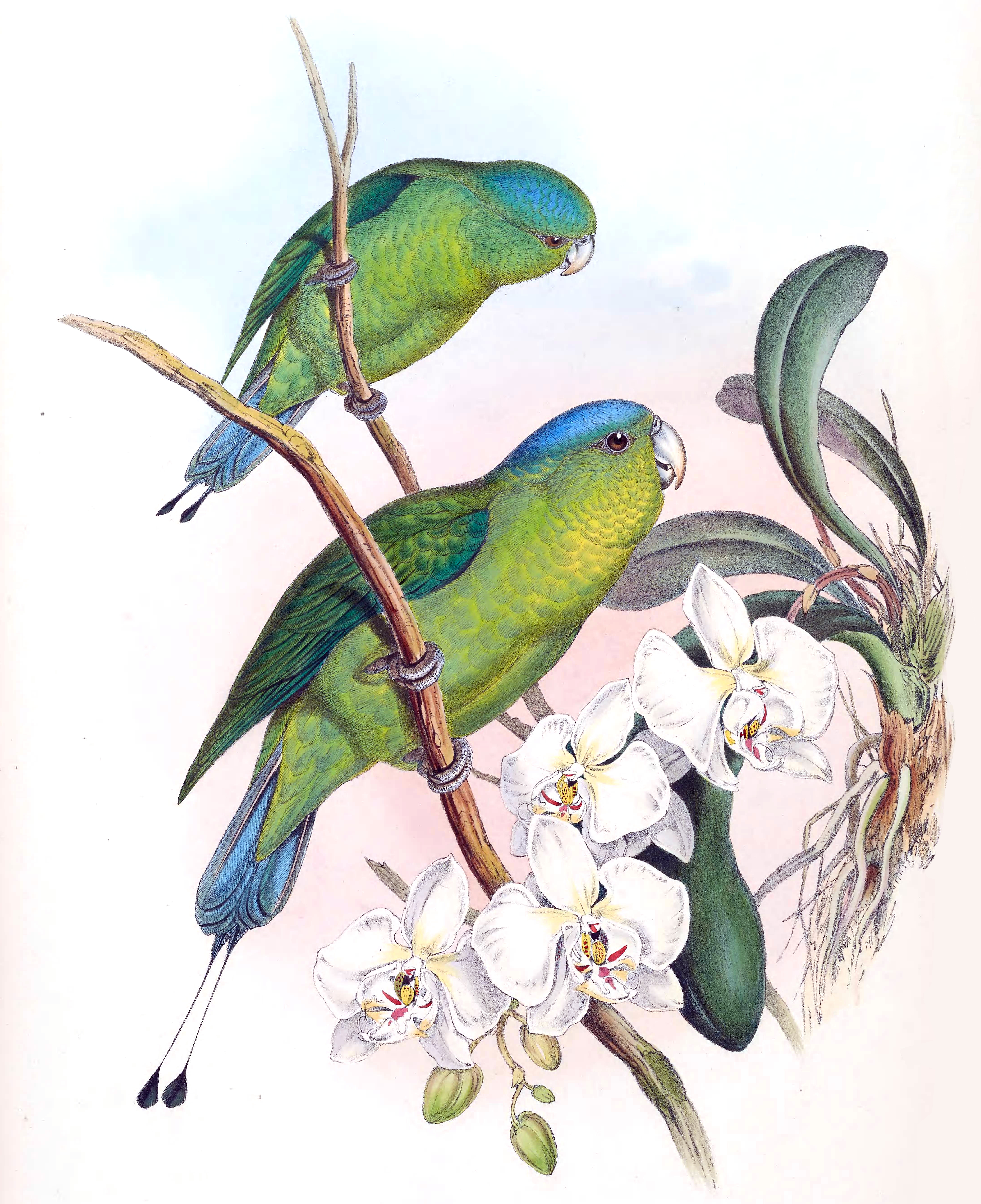
Ilustration de John Gould.

Mide alrededor de 27 centímetros de largo (24 sin contar sus raquetas). Su plumaje es principalmente verde, con tonos amarillentos en las partes inferiores. Su píleo es azul, variando en tonalidad y extensión según las subespecies, en la nominal es azul turquesa. Las plumas de la parte inferior de su cola también son azules, y tiene tonalidades oscuras bajo sus alas. Las dos plumas centrales de su cola son muy largas, y consisten en un filamento verde pelado terminado en un mechón negro a modo de raquetas, que sobresalen de la cola. Su pico es blanquecino grisáceo. Los juveniles no tienen raquetas en la cola.

## Distribución y hábitat
Se encuentra en la mayor parte del archipiélago filipino salvo en parte de las islas occidentales, como las islas de Palawan o algunas Bisayas Occidentales como Panay. Habita en bosques húmedos, manglares y zonas cultivadas hasta 1750 m s. n. m. Tienen una muy buena población, pero está amenazado por la destrucción del hábitat y la captura.

## Taxonomía
Se reconocen tres o cuatro subespecies:
- P. d. discurus
- P. d. whiteheadi

Anteriormente se incluía al lorito-momoto de Palawan (P. platenae) y al lorito-momoto de Mindoro (P. mindorensis) en esta especie.

## Comportamiento
Se desplaza en pequeñas bandadas de 5 a 12 individuos, pero suele encontrarse en más cantidad en los árboles frutales. Come frutas, bayas, frutos secos y semillas.